# Plachetník širokoploutvý
Plachetník širokoploutvý (Istiophorus platypterus) je ryba rodu plachetník. Vyskytuje se v mírném a tropickém pásmu (Indický a Tichý oceán). Má výraznou hřbetní ploutev, táhnoucí se po celé délce zad, a na základě toho je také pojmenován „širokoploutvý“. Jeho dalším rysem je dlouhý a špičatý rypec, který má i mečoun nebo marlín. Jedná se o prodlouženou horní čelist. Plachetník širokoploutvý rychle roste, většinou dorůstá 1,5 metru, rekordně až přes 3 metry při váze 90 kg. Loví na hladině nebo ve střední hloubce. Během plavání má hřbetní ploutev složenou dolů, ale někdy ji také vztyčí; při vzrušení (např. když se cítí v nebezpečí), při lovu, nebo když se chce zchladit (jako tak činí sloni s ušima). U plachetníka byla změřena rychlost až 110 km/h a patří mezi nejrychlejší vodní živočichy.

## Galerie

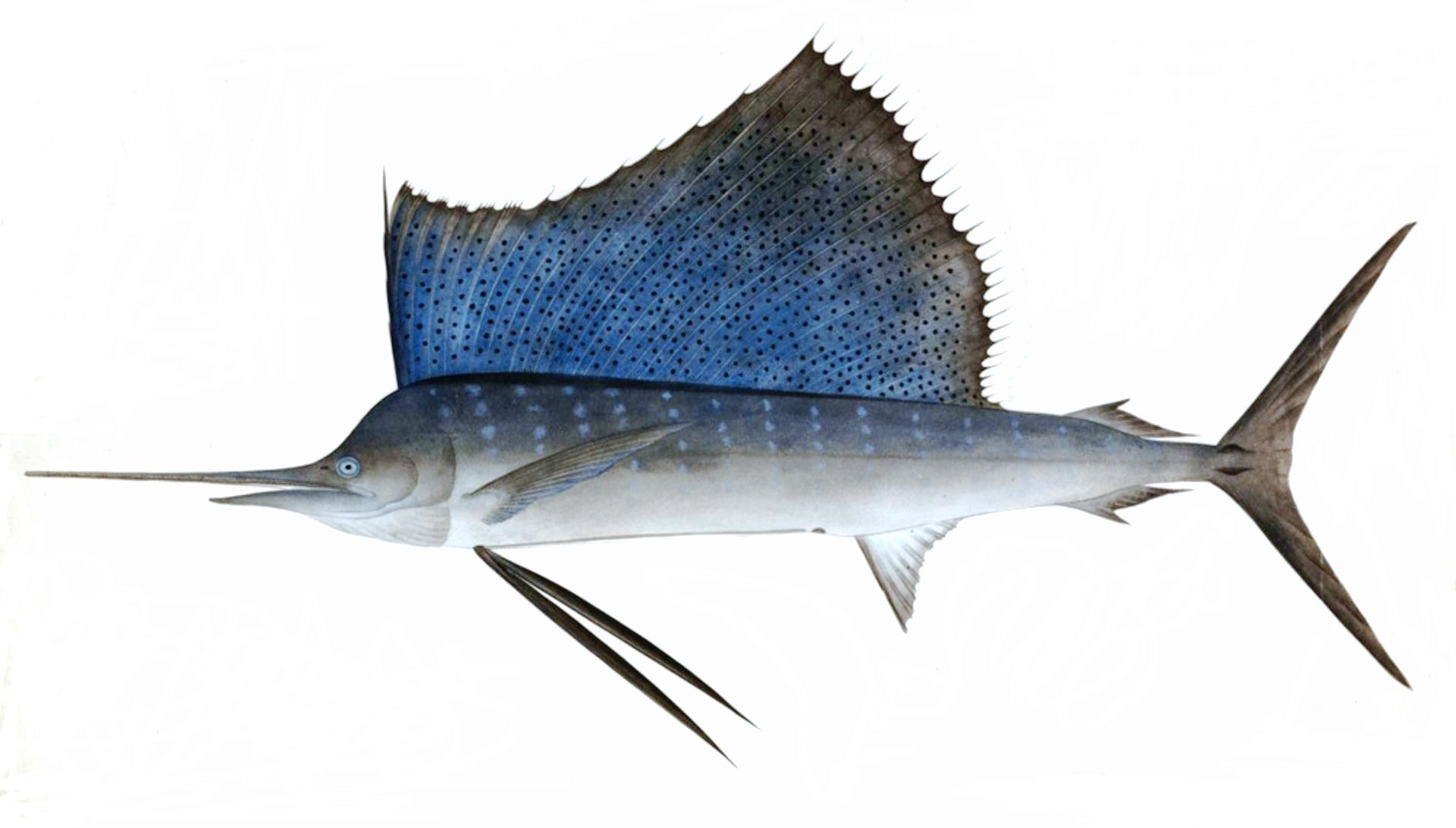
Kresba plachetníka (Kawahara Keiga, 1823 až 1829)
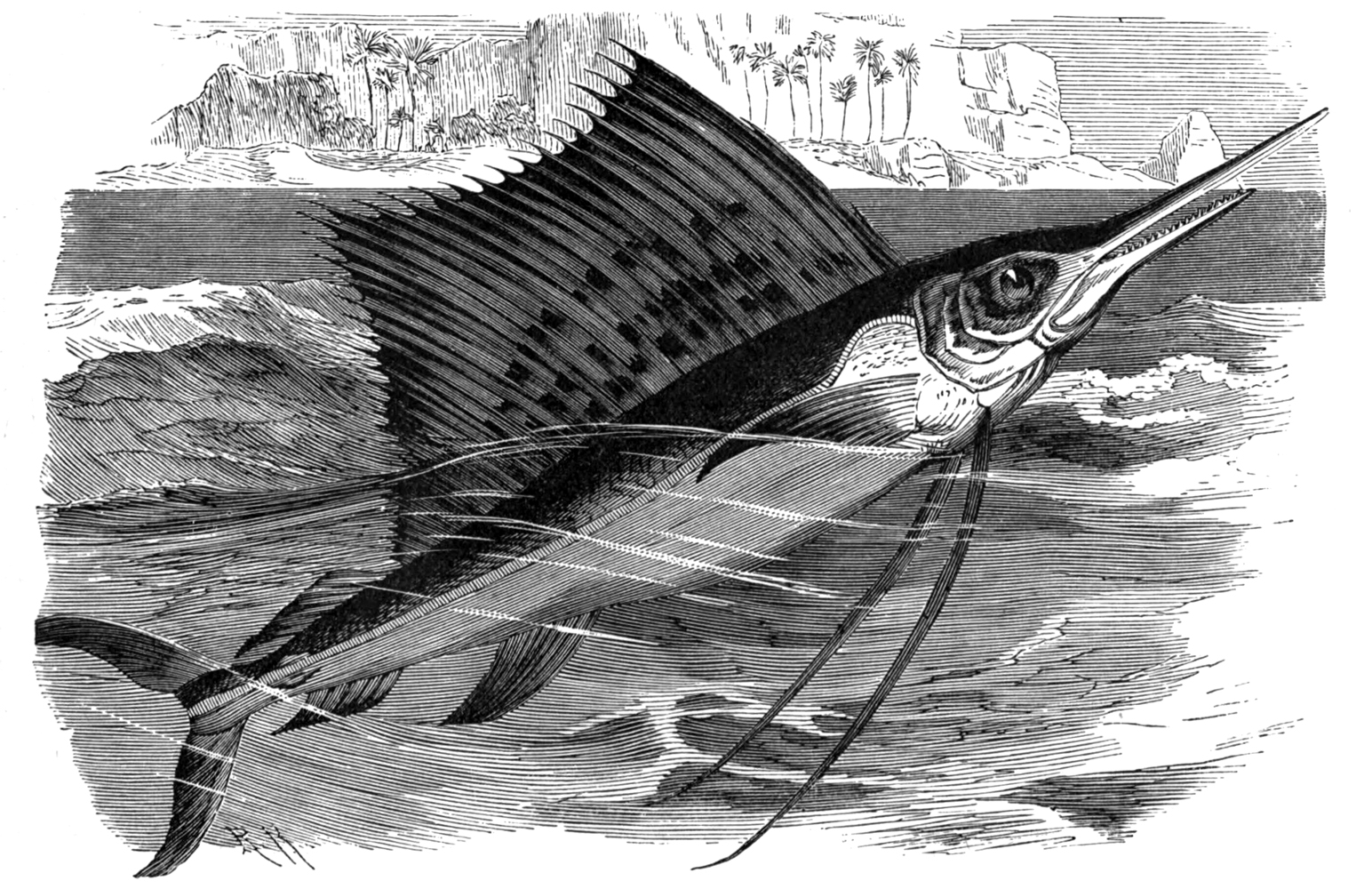
Kresba z roku 1893
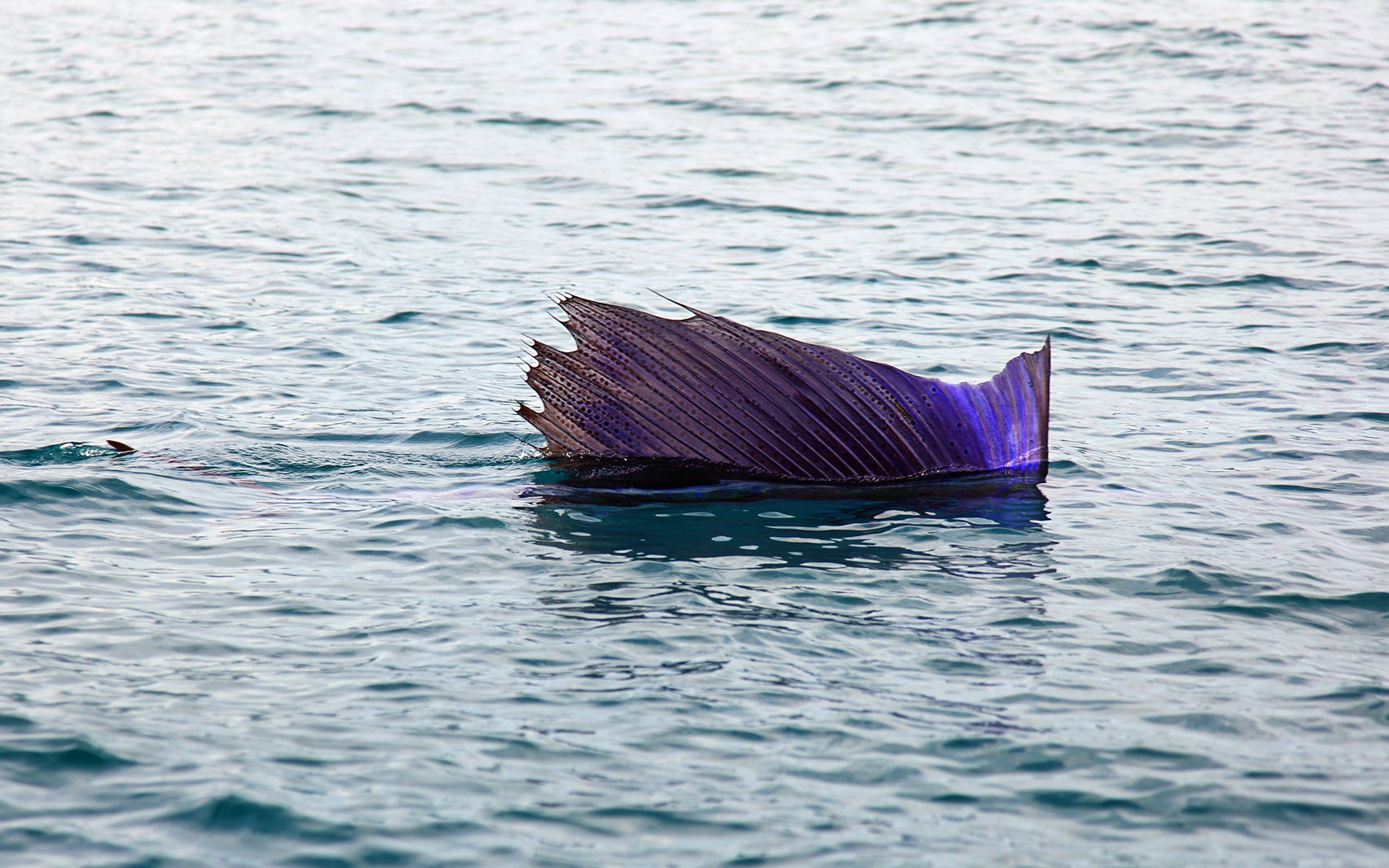
Hřbetní ploutev plachetníka nad hladinou
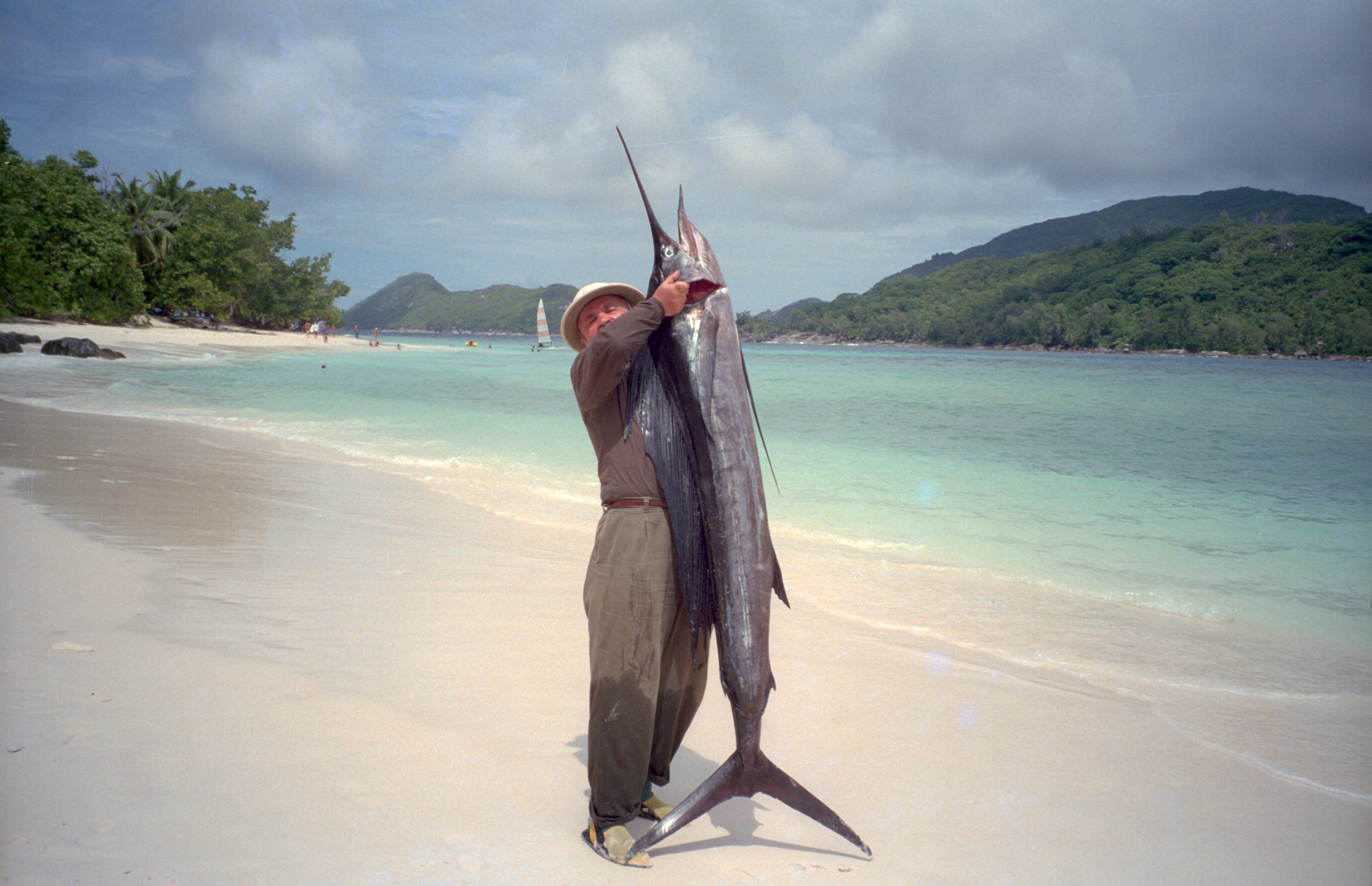
Ulovený jedinec na Seychelech
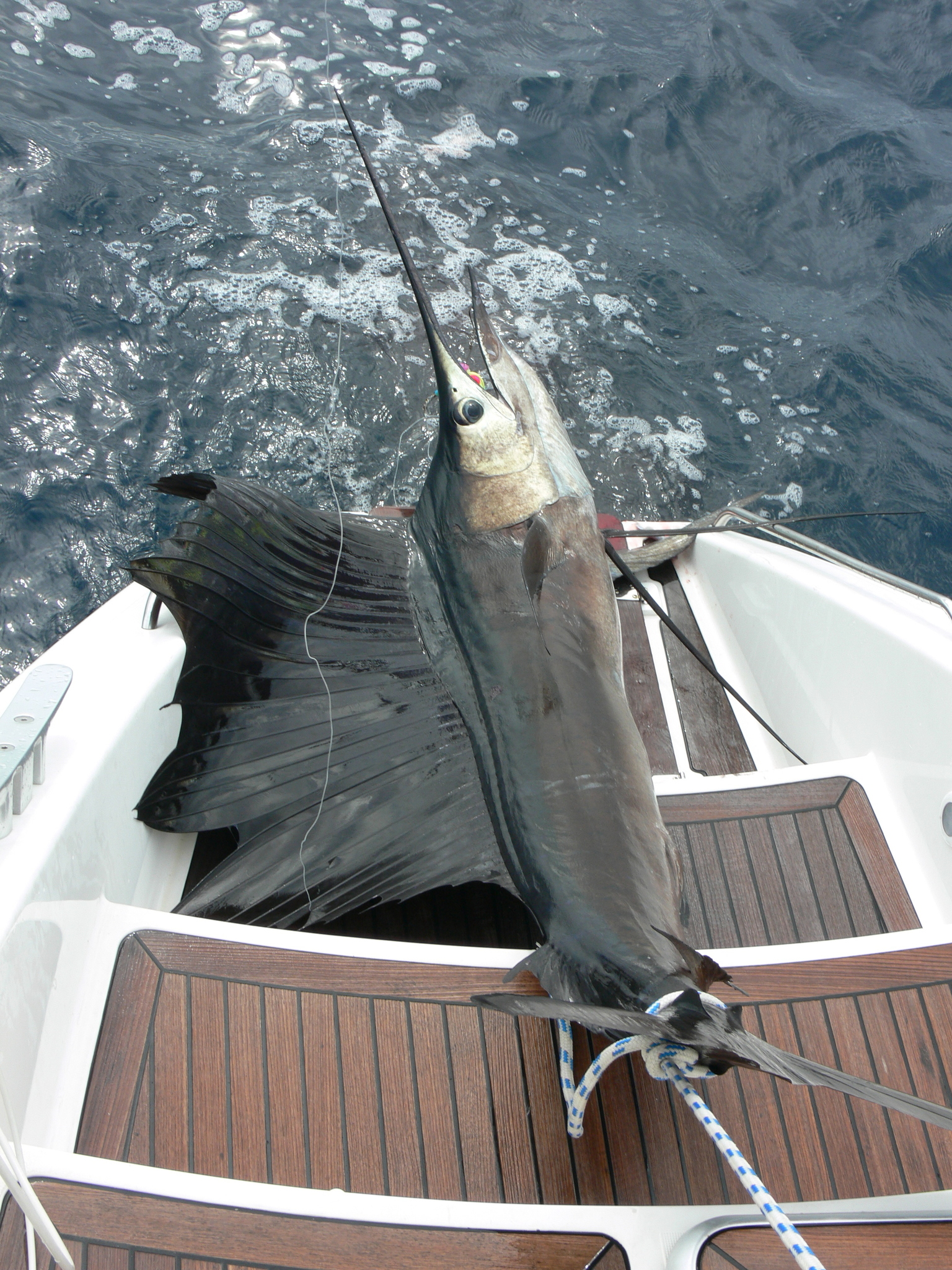
Ulovený jedinec v indopacifickém oceáně